# Disto
Disto (en griego, Δύστος) es el nombre de una unidad municipal y de una localidad griega de la isla de Eubea. En 2011, la población de la unidad municipal era de 4818 habitantes, mientras el pueblo tenía 586 habitantes.

## Historia
Los restos más tempranos que se han hallado en Disto pertenecen al periodo neolítico. Muchos siglos más tarde, hay constancia de la existencia de un asentamiento permanente en Disto desde la época arcaica, y cuyo máximo florecimiento se extendió durante la época clásica y el periodo helenístico.
Se han encontrado dos inscripciones en roca de entre los siglos V y IV a. C. donde se puede leer «ΟΡΟΣ ΔΗΜΟΥ», una en el extremo sur del valle de Disto y otra al pie de una colina donde hay una capilla de Agios Giorgios.
Es mencionada por Teopompo en un fragmento de sus Filípicas, así como por Esteban de Bizancio.